# Бондзе (Поморське воєводство)
Бондзе (пол. Bądze, нім. Bensee) — село в Польщі, у гміні Старий Дзежґонь Штумського повіту Поморського воєводства.
Населення — 62 особи (2011).
У 1975-1998 роках село належало до Ельблонзького воєводства.

## Демографія
Демографічна структура станом на 31 березня 2011 року:
|          | Загалом | Допрацездатний вік | Працездатний вік | Постпрацездатний вік |
| -------- | ------- | ------------------ | ---------------- | -------------------- |
| Чоловіки | 39      | 10                 | 26               | 3                    |
| Жінки    | 23      | 5                  | 15               | 3                    |
| Разом    | 62      | 15                 | 41               | 6                    |